# The Scholar
The Scholar é um curta-metragem mudo norte-americano, realizado em 1918, do gênero comédia, com o ator cômico Oliver Hardy.

## Elenco
- Billy West - um estudante
- Oliver Hardy - (como Babe Hardy)
- Ethel Marie Burton - o professor (como Ethel Burton)
- Leatrice Joy
- Leo White
- Joe Bordeaux